# Улан Сар
Ула́н Сар (калм. Улан Сар — рус. Красный месяц) — первый музыкальный спектакль на калмыцком языке, сыгранный в 1931 году в Саратове труппой калмыцкого театра с участием около трёхсот человек. Название спектакля было преднамеренно противопоставлено названию народного калмыцкого праздника Цаган Сар (калм. Белый месяц).

## История
Спектакль был создан по инициативе калмыцкого факультета Саратовского университета. Сценарий спектакля был написан драматургом Г. И. Бройдо совместно с калмыцкой литературной группой. Декоративное оформление спектакля осуществил художник М. Плачек. Хореографией занимался Е. Марголис. Музыку к спектаклю написал композитор А. Абрамский совместно с группой саратовских композиторов. Постановку спектакля осуществляла режиссёрская группа, в которую входили представители Саратовского драматического театра и представители литературной интеллигенции Калмыкии под управлением калмыцкого поэта Санджи Каляева. Репетиции спектакля осуществлялись в Саратове в течение 1930 года.
Премьера спектакля состоялась в Саратове 23 апреля 1931 года в помещении саратовского театра имени Карла Маркса (сегодня — Саратовский академический театр драмы имени И. А. Слонова). 6 апреля 1931 года состоялось представление спектакля около Астрахани на берегу Тинакского озера. В этом спектакле приняли участие около 325 человек, среди которых были студенты Астраханской калмыцкой драматической школы, Калмыцкого педагогического техникума, Саратовского коммунистического университета, Саратовского государственного университета, местные участники художественной самодеятельности и пионеры. В действие спектакля были включены калмыцкая борьба, скачки, калмыцкие домбры, хоровые песни, исполнение симфонического и хурульного оркестров под открытым небом на участке площадью около 1,5 километра.

## Содержание
Спектакль представляет собой эпическую куртину показа калмыцкого быта. Спектакль содержит старинные калмыцкие песни, танец масок, эпос «Джангар», колхозные частушки, пантомимы на тему домашних работ. Все эти действия выполнялись под аккомпанемент домброчей, дудочников, гармонистов и трубачей.  
Сюжет описывает жизнь бедного калмыка, который угнетается кулаком и гелюнгом, которые описываются в сатирических тонах. Деятельность угнетателей бедного кулака разоблачается на протяжении всего действия.  
Спектакль состоит из следующих разделов:
1. Благопожелание джангарчи;
2. Красный месяц (большевистская весна);
3. Белый месяц (старый быт);
4. На том свете (рай);
5. Все в колхоз.

## Источник
- Калмыцкий театр (1927—1967), Материалы и документы, составитель Д. В. Сычев, Калмыцкий НИИ языка, литературы и истории, Элиста, 1972
- Номинханов Д., Очерки истории культуры калмыцкого народа, Элиста, 1969, стр. 25 — 26;
- 1-й музыкальный спектакль, Календарь знаменательных и памятных дат по Калмыкии на 2001 год, Составители Е. Б. Очирова; Национальная библиотека им. А. М. Амур-Санан, Элиста, 2001, стр. 16.